# Basilica della Natività della Vergine Maria (Gozo)
La basilica della Natività della Vergine Maria è una chiesa sita nella località di Xagħra, sull'isola di Gozo (Malta).
Il patronato della Natività della Beata Vergine Maria risale all'8 settembre 1565, quando ebbe termine vittoriosamente per Malta l'assedio di Malta da parte delle navi turche. Da allora venne dato alla Madonna l'attributo di "Santa Maria della Vittoria".
In luogo della chiesa originale venne eretta una nuova chiesa, della quale vi fu la posa della prima pietra nell'ottobre 1815 e la consacrazione ebbe luogo il 26 maggio 1878. Nel 1967 papa Paolo VI la elevò al rango di basilica minore.

## Descrizione
La basilica mariana di Xagħra fu eretta come molte altre chiese maltesi, nonostante la sua costruzione risalga solo al XIX secolo, in stile barocco. La chiesa è a tre navate, con un transetto dietro il quale si apre il coro. Sulla crociera del transetto si erge una cupola con tamburo. La facciata è fiancheggiata da due torri campanarie.
Il ricco interno è fiancheggiato da cappelle laterali ricoperte da marmi e ornate da sculture e dipinti alle pareti. Il pezzo più prezioso è la statua di Maria Bambina, che nel 1878 fu fatta venire da Marsiglia.